# Наумов Вадим Олександрович
Вади́м Олекса́ндрович Нау́мов (1992—2014) — солдат Національної гвардії України, учасник російсько-української війни.

## Життєпис
Народився 18 серпня 1992 року в м. Козятині Вінницької області.
13 років в дитинстві прожив в Росії; після розлучення мати з сином повернулася додому. Закінчив ЗОШ в Козятині, по тому — Бердичівський коледж промисловості, економіки та права, молодший спеціаліст. Грав на гітарі в козятинській рок-групі «AROS». Квітнем 2013 року призваний на строкову військову службу, проходив у лавах окремої бригади спеціального призначення «Барс» ВВ МВС.
Зимою 2013-2014-го брав участь в охороні громадського порядку у Києві — під час подій Революції Гідності. 1 грудня 2013 року стояв у кордоні Внутрішніх військ на Банковій, захищаючи будівлю Адміністрації президента. Березнем 2014-го — як військовослужбовець Національної гвардії України, охороняв резиденцію екс-президента Януковича «Межигір'я».
Його термін служби продовжено — через оголошення часткової мобілізації. В червні-липні 2014-го брав участь у бойових діях на Донеччині, ніс службу на блокпосту під Слов'янськом. По поверненні до частини пройшов навчальні збори, подав рапорт з проханням знову направити його в район бойових дій.
Снайпер сформованої на базі спецпідрозділу «Барс» 1-ї бригади оперативного призначення. 1 вересня 2014-го був бій під час атаки проросійських сил на блокпост НГУ, 25 гвардійців охороняли міст у селі Василівка Старобешівського району, по тому зв'язок зник. Бойовики прибули на 3 легковиках і 2 автобусах з надписами «Діти». Один з вояків був заскочений та став заручником, тому гвардійці не могли почати вогонь, однак згодом вислизнув від бойовиків. Наумов, що займав пост на висоті, в ході бою був поранений.
Станом на 20 вересня знаходився у переліку зниклих безвісти. Терористи шантажували матір, Інну Сергіївну, що він в полоні, вимагаючи викуп.
Вдома лишилися бабуся та мама Інна Сергіївна, був єдиним сином у родині. 14 жовтня в запорізькому морзі знайшли його ремінь. Упізнаний за тестом ДНК в грудні 2014-го, з військовими почестями похований у Козятині.

## Нагороди та вшанування

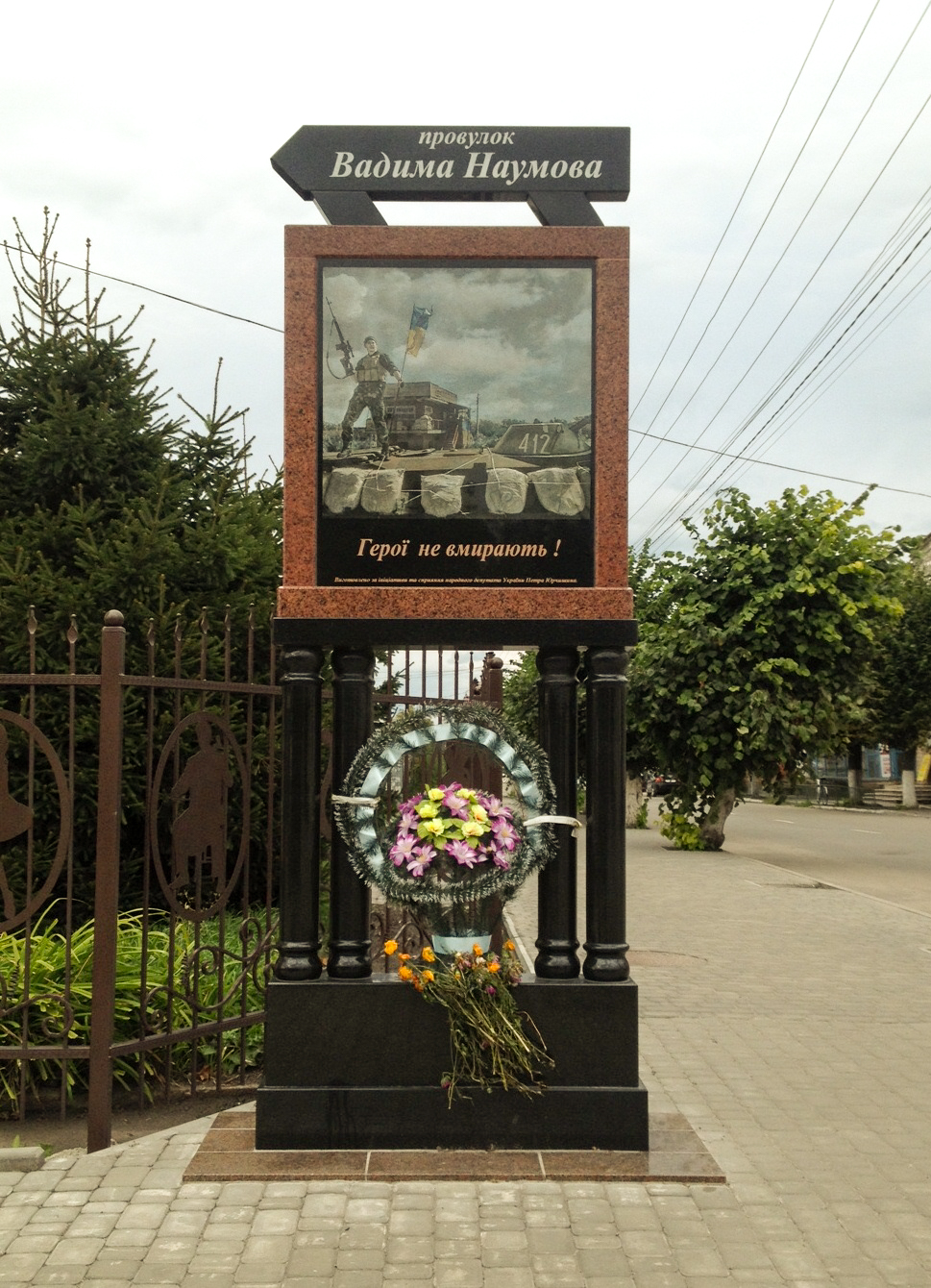
Пам'ятний знак на початку провулка ім. Вадима Наумова в Козятині

За особисту мужність і героїзм, виявлені у захисті державного суверенітету та територіальної цілісності України, вірність військовій присязі під час російсько-української війни
- нагороджений орденом «За мужність» III ступеня (25.3.2015, посмертно).
- його іменем названо провулок в Козятині
- 2 червня 2017 року присвоєно звання «Почесний громадянин міста Козятин» (посмертно)[5]
- Його портрет розміщений на меморіалі «Стіна пам'яті полеглих за Україну» у Києві: секція 4, ряд 6, місце 4
- Рішенням Козятинської районної ради від 30 березня 2018 року посмертно нагороджений нагрудним знаком «За заслуги перед Козятинщиною»
- Розпорядження голови Козятинської міської ради від 9 серпня 2016 року № 574-р посмертно нагороджений відзнакою Козятинської міської ради «За героїзм та патріотизм»
- Вшановується 1 вересня на щоденному ранковому церемоніалі вшанування українських захисників, які загинули цього дня в різні роки внаслідок російської збройної агресії[6]